# Смалахове
Смалахове (навахо Smalahove) — традиційна різдвяна страва Норвегії, головний інгредієнт якого голова барана.

## Історія
Колись смалахове вважалася стравою незаможних людей, які не могли дозволити собі їсти ті шматки м'яса, що коштували дорого. Сьогодні деякі гурмани вживають в їжу мозок і очі барана та вважають смалахове одним із найсмачніших страв.

## Приготування
Бараняча голова проходить усі можливі стадії приготування: її солять, закопчують, в'ялять, потім варять близько трьох годин. Кожна норвезька родина має власний рецепт приготування цієї страви.
Згідно з етикетом спочатку з'їдають ще теплі вуха й очі. Потім, починаючи з морди, уживають усе, що залишилося. Язик та очні м'язи зрізують й подають окремою стравою.
Уживають смалахове з картопляною або бруквяною м'ячкою, запивають міцним алкоголем (снапс, горілка, медовуха).

## Популярність страви сьогодні
Смалахове традиційно на різдвяному столі в Норвегії займає головне місце.
У містечку Скюлестадмуен розташований ресторан «Смалахове Тунет». Його назва перекладається як «Двір овечих голів». Невипадково, адже саме такий делікатес подають тут на вечерю.
Місцеві мешканці й туристи мають можливість спостерігати за процесом приготування. Голови миють, труть щітками, обпалюють, закопчують, рубають навпіл спеціальними машинами. Подають як є: з очима, зубами, мозком.
Щороку в місті Ставангер проходить кулінарний фестиваль Gladmat. У перекладі назва означає «щаслива їжа». У заході беруть участь усі кафе, бари й ресторани міста, намагаючись представити свої найкращі страви: риба в усіх видах, м'ясні делікатеси, страви з морепродуктів, кондитерські та хлібопекарські вироби, сири, алкогольні напої, місцеве пиво.
Гостями фестивалю є кухарі зі світовим ім'ям. Кожен рік фестиваль збирає близько 250 тисяч відвідувачів.